# Diego Martínez Penas
Diego Martínez Penas (ur. 16 grudnia 1980 w Vigo) – hiszpański trener i piłkarz. 

## Kariera piłkarska
Martínez jest wychowankiem klubu Celta Vigo. Reprezentował barwy juniorskich drużyn tego klubu w latach 1990–1999. Od 1999 roku występował w juniorskiej drużynie klubu Cádiz CF. W 2001 roku w wieku zaledwie 20 lat, zakończył karierę piłkarską, nie debiutując w seniorskiej piłce.

## Kariera trenerska
Po zakończeniu kariery piłkarskiej, Martínez został trenerem. W 2004 roku został trenerem juniorów klubu Arenas Armilla. Po roku został asystentem trenera pierwszego zespołu tego klubu. W 2006 roku został trenerem pierwszego zespołu Arenas Armilla. Po roku został szkoleniowcem klubu Motril CF. W 2009 roku objął trzecią drużynę klubu Sevilla FC – Sevilla C. Po roku został trenerem juniorów Sevilli. W 2012 roku został asystentem trenera pierwszej drużyny Sevilli na początku Míchela, a następnie Unaia Emeriego. W 2014 roku objął drużynę rezerw Sevilli, czyli Sevillę Atlético. W 2017 roku został szkoleniowcem drugoligowego klubu CA Osasuna. Po roku, niezbyt dużych sukcesów, odszedł z tego klubu. Niedługo potem został trenerem również drugoligowej Granady CF. Już w pierwszym sezonie zdołał zająć z zespołem drugie miejsce w tabeli i awansować do Primera División.